# 13917 Correggia
13917 Correggia (1984 EQ) là một tiểu hành tinh vành đai chính được phát hiện ngày 6 tháng 3 năm 1984 bởi E. Bowell ở trạm Anderson Mesa thuộc Đài thiên văn Lowell.